# Dajr asz-Szajch
Dajr asz-Szajch (arab. ‏دير الشيخ‎) – nieistniejąca już arabska wieś, która była położona w Dystrykcie Jerozolimy w Mandacie Palestyny. Została wyludniona i zniszczona podczas I wojny izraelsko arabskiej (an-Nakba), po ataku Sił Obronnych Izraela w dniu 21 października 1948.

## Położenie
Dajr asz-Szajch leżała wśród wzgórz Judei, w odległości 16 kilometrów na zachód od miasta Jerozolima. Według danych z 1945 do wsi należały ziemie o powierzchni 678,1 ha. We wsi mieszkało wówczas 220 osób.
| własność gruntów | powierzchnia gruntów (hektary) |
| ---------------- | ------------------------------ |
| Arabowie         | 136,6                          |
| Żydzi            | 0                              |
| publiczne        | 541,5                          |
| Razem            | 678,1                          |

| Rodzaj użytkowanych gruntów | hektary |
| --------------------------- | ------- |
| uprawy oliwek               | 40      |
| uprawy nawadniane           | 29,1    |
| uprawy zbóż                 | 102,5   |
| nieużytki                   | 545,7   |
| zabudowane                  | 0,8     |

## Historia
W okresie panowania mameluków (1250-1517) wieś Dajr asz-Szajch była siedzibą jednej z najbardziej znanych w okolicy dynastii lokalnych szejków. Założycielem wioski był al-Sajid Badr-al Din Muhammad, który prawdopodobnie przybył do Palestyny z Iraku. Założył on tutaj islamską szkołę religijną, która przyciągała wielu uczniów. W 1596 Dajr asz-Szajch była niewielką wsią, z populacją liczącą 113 mieszkańców. Utrzymywali się oni z upraw pszenicy, jęczmienia, oliwek, owoców, oraz hodowli kóz i miodu.
W okresie panowania Brytyjczyków Dajr asz-Szajch była średniej wielkości wsią. Wieś posiadała dwa meczety.
Podczas I wojny izraelsko-arabskiej w drugiej połowie maja 1948 wieś zajęły egipskie oddziały. Podczas operacji Ha-Har w nocy z 20 na 21 października 1948 wieś zajęli Izraelczycy. Mieszkańcy zostali wysiedleni, a wszystkie domy wyburzono.

## Miejsce obecnie
Na gruntach wioski Dajr asz-Szajch powstał w 1950 moszaw Nes Harim.
Palestyński historyk Walid Chalidi, tak opisał pozostałości wioski Dajr asz-Szajch: „Jednym z nielicznych zachowanych budynków jest zawija asz-Szajch Sultan Badra. Jest to biała budowla z dwoma kopułami, łukowym wejściem i dziedzińcem. Obecnie miejsce to służy jako atrakcja dla izraelskich turystów. Zachodnia część terenu jest pokryta kamiennym gruzem i porośnięta dziką trawą”.